# Improvviso de Gabucci
Improvviso est une œuvre pour clarinette seule d'Agostino Gabucci composée en 1968.
Dans Improvviso, le compositeur exploite la variété de la famille des clarinettes en attribuant une clarinette différente (si bémol, ut, la respectivement) à  chaque mouvement de cet impromptu. 
La pièce comprend trois mouvements :
1. Andante lento (durée : 1 min 05 s environ)
2. Andante calmo (durée : 55 s environ)
3. Andante un poco mosso (durée : 1 min 05 s environ)

## Enregistrements
- Sergio Bosi, 20th-century italian clarinet solos (Naxos, 2012)[1].